# Liste der Naturdenkmale in Thüringen
Die Liste der Naturdenkmale in Thüringen nennt die Listen der Naturdenkmale in den Landkreisen und kreisfreien Städten in Thüringen.

## Liste
| Gebiet                           | Liste                                                       | Anzahl der Naturdenkmale |
| -------------------------------- | ----------------------------------------------------------- | ------------------------ |
| Landkreis Altenburger Land       | Liste der Naturdenkmale im Landkreis Altenburger Land       | 019                      |
| Landkreis Eichsfeld              | Liste der Naturdenkmale im Landkreis Eichsfeld              | 160                      |
| Erfurt                           | Liste der Naturdenkmale in Erfurt                           | 063                      |
| Gera                             | Liste der Naturdenkmale in Gera                             | 018                      |
| Landkreis Gotha                  | Liste der Naturdenkmale im Landkreis Gotha                  | 0208                     |
| Landkreis Greiz                  | Liste der Naturdenkmale im Landkreis Greiz                  | 000                      |
| Landkreis Hildburghausen         | Liste der Naturdenkmale im Landkreis Hildburghausen         | 095                      |
| Ilm-Kreis                        | Liste der Naturdenkmale im Ilm-Kreis                        | 054                      |
| Jena                             | Liste der Naturdenkmale in Jena                             | 045                      |
| Kyffhäuserkreis                  | Liste der Naturdenkmale im Kyffhäuserkreis                  | 000                      |
| Landkreis Nordhausen             | Liste der Naturdenkmale im Landkreis Nordhausen             | 052                      |
| Saale-Holzland-Kreis             | Liste der Naturdenkmale im Saale-Holzland-Kreis             | 060                      |
| Saale-Orla-Kreis                 | Liste der Naturdenkmale im Saale-Orla-Kreis                 | 038                      |
| Landkreis Saalfeld-Rudolstadt    | Liste der Naturdenkmale im Landkreis Saalfeld-Rudolstadt    | 026                      |
| Landkreis Schmalkalden-Meiningen | Liste der Naturdenkmale im Landkreis Schmalkalden-Meiningen | 000                      |
| Landkreis Sömmerda               | Liste der Naturdenkmale im Landkreis Sömmerda               | 000                      |
| Landkreis Sonneberg              | Liste der Naturdenkmale im Landkreis Sonneberg              | 033                      |
| Suhl                             | Liste der Naturdenkmale in Suhl                             | 025                      |
| Unstrut-Hainich-Kreis            | Liste der Naturdenkmale im Unstrut-Hainich-Kreis            | 050                      |
| Wartburgkreis                    | Liste der Naturdenkmale im Wartburgkreis                    | 000                      |
| Weimar                           | Liste der Naturdenkmale in Weimar                           | 030                      |
| Landkreis Weimarer Land          | Liste der Naturdenkmale im Landkreis Weimarer Land          | 000                      |

## Hinweis
Die auf der Grundlage des Landeskulturgesetzes der DDR ausgewiesenen Flächennaturdenkmale sind mit heutigen geschützten Landschaftsbestandteilen vergleichbar.

## Belege
1. 1 2 3 4 5 6 7 8 9 10 11 12 13  
siehe verlinkte Liste
2. ↑  
Geschützte Landschaftsbestandteile, Flächennaturdenkmale und Naturdenkmale. in: Landkreis Gotha. Thüringer Landesanstalt für Umwelt und Geologie, abgerufen am 16. Mai 2016.
3. 1 2 3 4 5 6 7 8  
erfasst sind nur geologische und hydrologische Naturdenkmale, dafür inklusive Flächennaturdenkmale und geschützte Landschaftsbestandteile
4. ↑  
Geschützte Landschaftsbestandteile, Flächennaturdenkmale und Naturdenkmale. in: Landkreis Greiz. Thüringer Landesanstalt für Umwelt und Geologie, abgerufen am 16. Mai 2016.
5. ↑  
Geschützte Landschaftsbestandteile, Flächennaturdenkmale und Naturdenkmale. in: Kyffhäuserkreis. Thüringer Landesanstalt für Umwelt und Geologie, abgerufen am 16. Mai 2016.
6. ↑  
Naturdenkmale im Landkreis Nordhausen. NABU Gruppe Nordhausen, abgerufen am 16. Mai 2016.
7. ↑  
Geschützte Landschaftsbestandteile, Flächennaturdenkmale und Naturdenkmale. in: Landkreis Schmalkalden-Meiningen. Thüringer Landesanstalt für Umwelt und Geologie, abgerufen am 16. Mai 2016.
8. ↑  
Geschützte Landschaftsbestandteile, Flächennaturdenkmale und Naturdenkmale. in: Landkreis Sömmerda. Thüringer Landesanstalt für Umwelt und Geologie, abgerufen am 16. Mai 2016.
9. ↑  
Geschützte Landschaftsbestandteile, Flächennaturdenkmale und Naturdenkmale. in: Landkreis Sonneberg. Thüringer Landesanstalt für Umwelt und Geologie, abgerufen am 16. Mai 2016.
10. ↑  
Geschützte Landschaftsbestandteile, Flächennaturdenkmale und Naturdenkmale. in: Wartburgkreis. Thüringer Landesanstalt für Umwelt und Geologie, abgerufen am 16. Mai 2016.
11. ↑  
Geschützte Landschaftsbestandteile, Flächennaturdenkmale und Naturdenkmale. in: Weimarer Land. Thüringer Landesanstalt für Umwelt und Geologie, abgerufen am 16. Mai 2016.